# Progomphus integer
Progomphus integer – gatunek ważki z rodziny gadziogłówkowatych (Gomphidae). Występuje na terenie Karaibów.